# 세스 그레이엄스미스

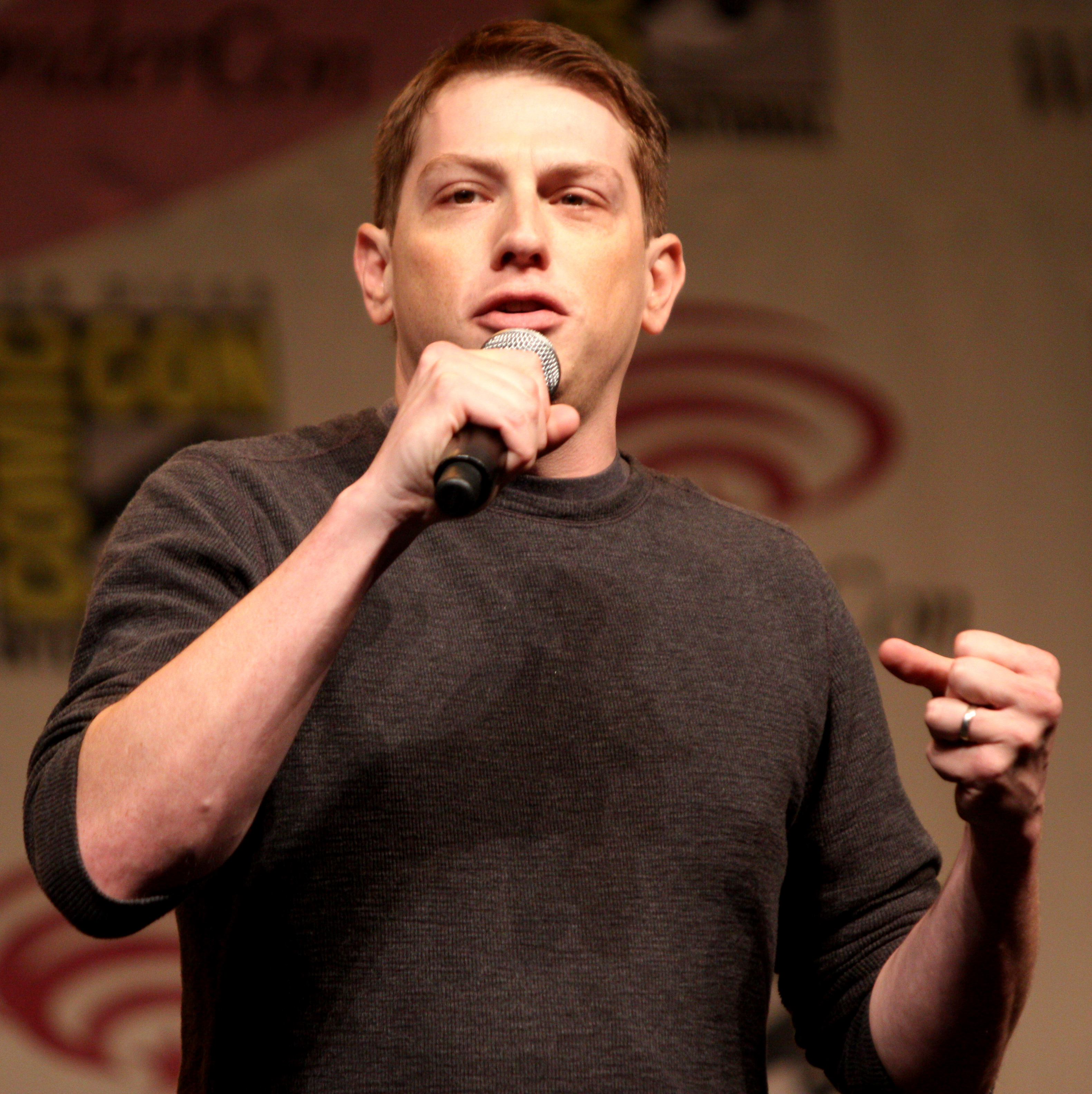
세스 그레이엄 스미스

세스 그레이엄스미스(Seth Grahame-Smith, 1976년 1월 4일 ~ )는 미국의 소설가, 극작가, 텔레비전 프로듀서이다. 기존의 문학 작품이나 역사적 사건에 좀비와 뱀파이어 등 공포 세계관을 더한 패러디 소설 《오만과 편견 그리고 좀비》나 《뱀파이어 헌터, 에이브러햄 링컨》을 집필하였다.